# Michał Baczyński
Michał Baczyński (Mychaił Baczynskij) (ur. 1884, zm. po 1935) – poseł na Sejm III kadencji w II RP z ramienia BBWR, starorusin.

## Życiorys
Z wykształcenia był prawnikiem. W latach 1918–1920 walczył w Rosji po stronie „białych” (był m.in. oficerem Armii Ochotniczej). Potem był radcą prawnym Dyrekcji Ceł we Lwowie i radnym miasta Lwowa.
Od 1921 był członkiem Hałyćko-Russkiej Narodnej Organizacji, a od 1923 Russkiej Narodnej Organizacji. Był współzałożycielem w 1926 staroruskiego Związku Rolniczego przekształconego w 1928 w Ruską Agrarną Partię. 
21 stycznia 1931 wygłosił na posiedzeniu sejmowej Komisji Administracyjnej przemówienie, w którym skrytykował sabotażowe akcje Ukraińskiej Organizacji Wojskowej, poparł akcję represyjną w Małopolsce Wschodniej oraz wyliczył krzywdy doznane przez starorusinów od Ukraińców. Z tego powodu kierownictwo UWO wydało na Baczyńskiego wyrok śmierci.
25 marca 1932 uczestniczył w pogrzebie podkomisarza Policji Państwowej Emiliana Czechowskiego. W 1933 był uczestnikiem zjazdu założycielskiego Związku Łemkowskiego, którego celem było odseparowanie ludności łemkowskiej od ludności ukraińskiej i wpływów moskalofilskich. Od 1935 był komisarzem rządowym Domu Narodowego we Lwowie.